# Cruz Gigante de Groom
La Cruz Gigante de Groom (en inglés: Groom Giant Cross o bien Cross of our Lord Jesus Christ Ministries; Cruz de los ministerios de nuestro Señor Jesucristo) es un monumento cristiano en el pueblo de Groom, Texas, al sur de los Estados Unidos. Se trata de una de la cruces más grandes del mundo. A una altura de 190 pies (unos 58 metros), fue sobrepasada en los Estados Unidos por la cruz en Effingham, Illinois, que alcanza 198 pies (más de 60 m). 
Está rodeada por 14 estatuas de tamaño real que representan el vía crucis y se encuentra en la Ruta 66 (Interestatal 40).